# 朝鮮民主主義人民共和国国家観光総局
朝鮮民主主義人民共和国国家観光総局（朝鮮語: 조선민주주의인민공화국 국가관광총국）、通称朝鮮国家観光総局は、朝鮮民主主義人民共和国（北朝鮮）の観光事業を統一的に指導、管理する国家観光管理機関である。

## 概要

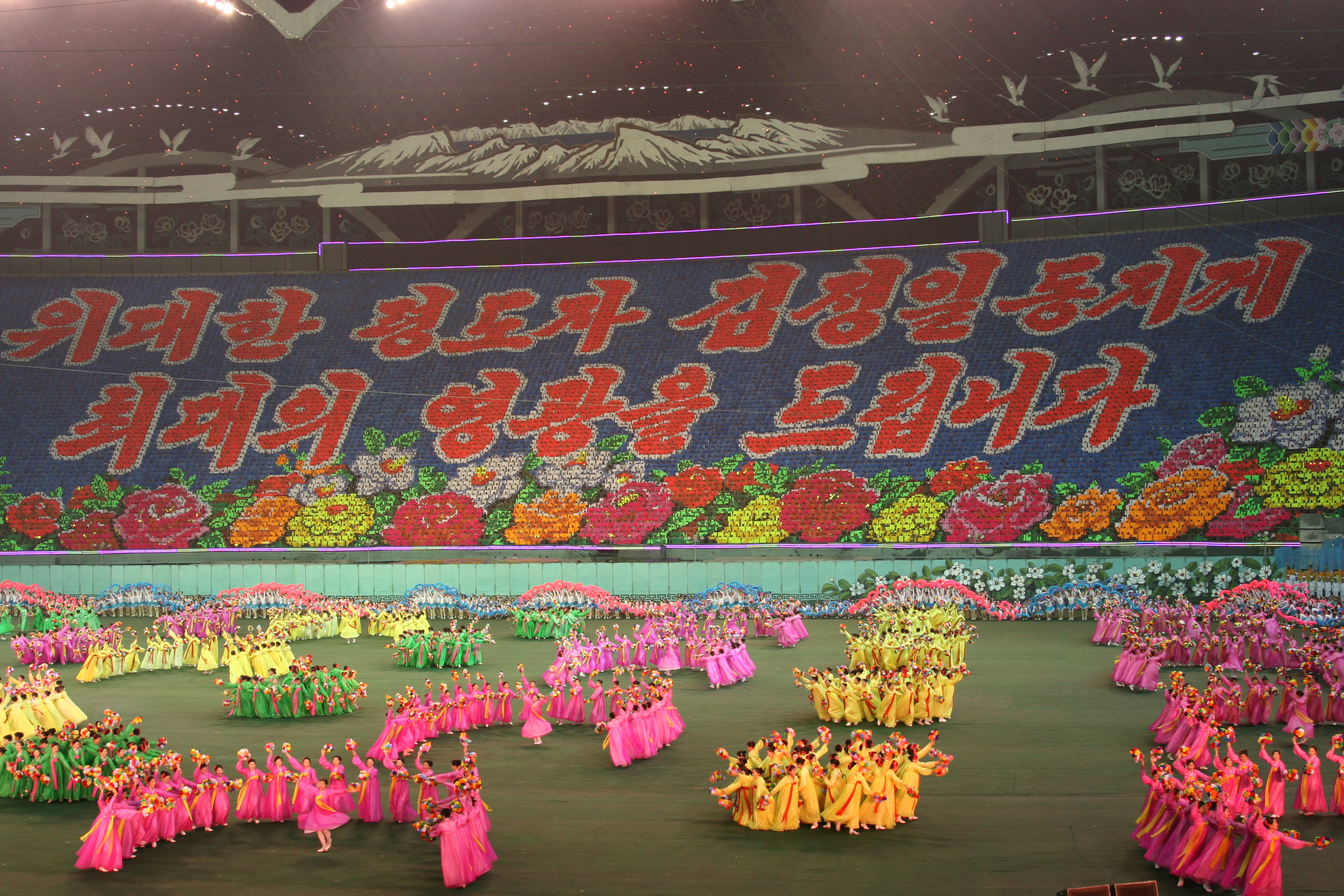
多くの外国人が訪朝したアリラン祭

平壌市万景台区域八谷1洞（パルコリルトン）に所在する。いわゆる政府観光局でもあり、対外的な広報宣伝活動も積極的に行っている。傘下に旅行会社の朝鮮国際旅行社がある。
当局とは別に羅先市の機関として羅先市観光局が存在する。
2014年には「観光業に関する内容を学術的に体系化し、能力のある観光活動家と専門家を育成する」平壌観光大学が設立された他、各地の師範大学にも観光学部が設置された。

## 沿革
- 1987年9月 - 世界観光機関（UNWTO）に加盟
- 1996年4月 - 太平洋アジア旅行協会（PATA）に加盟
- 2001年 - アリラン祭のPRで日本語ウェブサイトを開設。民間会社に委託して東京に代理事務所を開設。（どちらも後に閉鎖）
- 不明 - 公式ウェブサイト『朝鮮観光』を開設